# Atole
L'atole (termine messicano spagnolo dal nahuatl atolli) è una bevanda calda messicana e centroamericana (dove è nota col nome di atol).
La versione che comprende il cioccolato è nota come champurrado. È solitamente accompagnata con tamale ed è molto popolare durante le festività natalizie, soprattutto nelle posadas.

## Descrizione
Solitamente la bevanda è composta di masa (farina di nixtamal di mais), acqua, panela (zucchero di canna non raffinato), cannella, vaniglia ed eventualmente cioccolato o frutta. Il composto viene mischiato e scaldato prima di essere servito. L'atole viene fatto tostando il masa su un comal (griglia), quindi gli si aggiunge l'acqua bollita con bastoncini di cannella. Il risultato può essere denso come porridge o molto liquido. L'atole può anche essere preparato con farina di riso o avena al posto del masa. Nel Messico settentrionale esiste anche una variante che prevede l'uso di pinole (mais addolcito e tostato). Nonostante l'atole sia una delle bevande tradizionali del Giorno dei morti messicano, viene spesso usato anche per la colazione e la cena nel resto dell'anno. Viene spesso venduto come cibo da strada.
Nel Messico settentrionale e nel Texas meridionale, l'atole è un piatto di cucina casalinga. Viene spesso consumato per colazione o dopocena nei giorni freddi.
Nel Nuovo Messico, per la sua preparazione, viene utilizzato anche il mais blu. Si consuma soprattutto a colazione. Secondo una tradizione locale, l'atole viene bevuto perché fornisce energia, e se una madre sta allattando l'atole le permette la produzione di più latte. La variante di El Salvador comprende l'atol shuco (atol "sporco", un riferimento al suo colore scuro), particolarmente popolare nel dipartimento di Cabañas. L'omologo nicaraguense è il pinolillo. In alcune parti dell'Honduras, il mais fresco viene spremuto, e il liquido ottenuto viene usato come base al posto del masa.